# Dinkha IV Khanania
Mar Dinkha IV (syr. ܡܪܝ ܕܢܚܐ ܪܒܼܝܼܥܝܐ, ur. 15 września 1935 w Darbandokeh, zm. 26 marca 2015 w Rochester) — duchowny asyryjski, katolikos-patriarcha Asyryjskiego Kościoła Wschodu w latach 1976–2015.
Urodził się w rodzinie asyryjskiej w północnym Iraku. W latach 1957–1976 pracował jako duchowny Kościoła Wschodu wśród diaspory asyryjskiej w Iranie. W latach 1962–1976 był metropolitą Iranu i Teheranu. W 1964 roku przyjął reformę kalendarza kościelnego i pozostał wierny katolikosowi-patriarsze Mar Shimunowi XXIII. 
W 1976 roku podczas synodu zorganizowanego przez część duchowieństwa asyryjskiego w anglikańskim opactwie Alton Abbey został wybrany w drodze elekcji na zwierzchnika Asyryjskiego Kościoła Wschodu po śmierci katolikosa-patriarchy Mar Shimuna XXIII. Jego intronizacja odbyła się w kościele anglikańskim św. Barnaby w Ealing. Od czasu objęcia tronu patriarszego pozostawał na emigracji w Stanach Zjednoczonych Ameryki. 
Od 1984 roku prowadził dialog z rezydującym w Bagdadzie konkurencyjnym patriarchą Mar Addaiem II w kwestii pojednania i zakończenia schizmy w Kościele Wschodu, która trwa od 1968 roku.
Po jego śmierci patriarchą został Gewargis III Sliwa.